# 申湘琴
申湘琴（1958年—），江苏宿迁人，汉族，中华人民共和国政治人物、第十一届全国人民代表大会江苏地区代表。
毕业于中央党校法律专业，是中共党员。担任宿迁市人民政府副秘书长、信访局局长。2008年起担任全国人大代表。